# Heinz Lorenz
Heinz Lorenz (7 de agosto de 1913 — 23 de novembro de 1985) foi Secretário de Imprensa do ditador nazista Adolf Hitler durante a Segunda Guerra Mundial.